# Ricardo Gabriel Álvarez
Ricardo "Ricky" Gabriel Álvarez (Buenos Aires, 12 d'abril de 1988) és un exfutbolista argentí que jugava com a migcampista atacant. Amb la seva selecció va ser subcampió mundial a la Copa del Món de Futbol de 2014. Va jugar les seves últimes temporades professionals amb el mateix equip amb el que es va iniciar, el Club Atlético Vélez Sarsfield de Buenos Aires. Anteriorment havia jugat amb l'Inter de Milà i el Sampdoria de la Serie A, a la primera divisió mexicana amb l'Atlas de Guadalajara i a la Premier League amb el Sunderland.